# Stade Zimbru
Le stade Zimbru est un stade omnisports situé à Chișinău en Moldavie.
C'est le domicile de l'équipe de Moldavie de football et du FC Zimbru Chișinău qui évolue en championnat de Moldavie de football. Le stade a une capacité de 10 500 places.

## Histoire
Le 22 mars 2019, la France affronte la Moldavie pour la première fois dans l’histoire des deux équipes.